# Chemsdine Talbi
Chemsdine Talbi (en árabe: شَمْس الدِّين الطَّالِبِيّ‎; Sambreville, 9 de mayo de 2005) es un futbolista belga, nacionalizado marroquí, que juega de delantero en el Sunderland A. F. C. de la Premier League.

## Trayectoria
Estuvo en el Royale Union Tubize-Braine hasta 2015, cuando fichó por el Club Brujas. En julio de 2022 firmó un contrato profesional de tres años con el Club Brujas hasta 2025. Comenzó la temporada 2022-23 jugando en el Club NXT, de la Segunda División de Bélgica. Marcó en su debut profesional contra el Standard de Lieja en agosto de 2022, y de nuevo la semana siguiente contra Lierse Kempenzonen.
En febrero de 2023 comenzó a entrenarse como parte de la plantilla del primer equipo del Club Brujas. Se informó de que esto era una recompensa por su forma de jugar. El 18 de marzo de 2023 debutó en liga con el Club Brujas al entrar como suplente en la segunda parte contra el K. V. Kortrijk.
El 9 de julio de 2025 fue traspasado al Sunderland A. F. C.

## Selección nacional
Nacido en Bélgica, es de ascendencia marroquí. Marcó con Bélgica en el Campeonato Europeo Sub-17 de la UEFA 2022. Fue convocado a la selección belga sub-18 dirigida por Wesley Sonck y el 24 de marzo de 2023 marcó contra la selección inglesa de fútbol sub-18 en una victoria por 3-0.
En marzo de 2025 ,Talbi decidió representar la selección de Marruecos

## Estadísticas

### Clubes
Actualizado al último partido disputado el 6 de febrero de 2025.
| Club                           | Div.          | Temporada     | Liga  | Liga  | Liga   | Copas nacionales | Copas nacionales | Copas nacionales | Copas internacionales | Copas internacionales | Copas internacionales | Total | Total | Total  |
| Club                           | Div.          | Temporada     | Part. | Goles | Asist. | Part.            | Goles            | Asist.           | Part.                 | Goles                 | Asist.                | Part. | Goles | Asist. |
| ------------------------------ | ------------- | ------------- | ----- | ----- | ------ | ---------------- | ---------------- | ---------------- | --------------------- | --------------------- | --------------------- | ----- | ----- | ------ |
| Club NXT · Bélgica             | 2.ª           | 2022-23       | 28    | 5     | 6      | ―                | ―                | ―                | ―                     | ―                     | ―                     | 28    | 5     | 6      |
| Club NXT · Bélgica             | 2.ª           | 2023-24       | 5     | 1     | 1      | ―                | ―                | ―                | ―                     | ―                     | ―                     | 5     | 1     | 1      |
| Club NXT · Bélgica             | Total club    | Total club    | 33    | 6     | 7      | 0                | 0                | 0                | 0                     | 0                     | 0                     | 33    | 6     | 7      |
| Club Brujas · Bélgica          | 1.ª           | 2022-23       | 5     | 0     | 0      | —                | —                | —                | ―                     | ―                     | ―                     | 5     | 0     | 0      |
| Club Brujas · Bélgica          | 1.ª           | 2023-24       | 3     | 0     | 0      | —                | —                | —                | 1                     | 0                     | 0                     | 4     | 0     | 0      |
| Club Brujas · Bélgica          | 1.ª           | 2024-25       | 21    | 5     | 3      | 5                | 0                | 1                | 11                    | 2                     | 1                     | 30    | 7     | 3      |
| Club Brujas · Bélgica          | Total club    | Total club    | 27    | 5     | 2      | 5                | 0                | 1                | 11                    | 2                     | 1                     | 39    | 7     | 3      |
| Total carrera                  | Total carrera | Total carrera | 60    | 13    | 9      | 5                | 0                | 1                | 12                    | 2                     | 1                     | 72    | 13    | 11     |
| Sunderland A. F. C. Inglaterra | 1.ª           | 2025-26       | 0     | 0     | 0      | —                | —                | —                | —                     | —                     | —                     | 0     | 0     | 0      |
| Sunderland A. F. C. Inglaterra | Total club    | Total club    | 0     | 0     | 0      | 0                | 0                | 0                | 0                     | 0                     | 0                     | 0     | 0     | 0      |
| Total carrera                  | Total carrera | Total carrera | 60    | 13    | 9      | 5                | 0                | 1                | 12                    | 2                     | 1                     | 72    | 13    | 11     |

## Palmarés

### Títulos nacionales
| Título                      | Club        | País    | Año  |
| --------------------------- | ----------- | ------- | ---- |
| Primera División de Bélgica | Club Brujas | Bélgica | 2024 |
| Copa de Bélgica             | Club Brujas | Bélgica | 2025 |